# پرافول بیدوای
پرافول بیدوای (انگلیسی: Praful Bidwai; ۱ ژانویهٔ ۱۹۴۹ – ۲۳ ژوئن ۲۰۱۵) پدیدآور، روزنامه‌نگار، تحلیلگر سیاسی و فعال هندی بود. او در خصوص سیاست و اقتصاد هند به دیدگاه چپش در مجامع و در میان دوستان خود شناخته شده بود؛ منجمله مؤسسه یادبود بیدوای. بیدوای و دوستانش برای کسب افتخار و برجسته کردن صداهای شجاعانه و مستقل مؤسسه بیدوای را برای روزنامه‌نگاری به وجود آوردند.